# Procchio
Procchio è una rinomata stazione balneare dell'isola d'Elba, nel territorio comunale di Marciana.

## Toponimo
Il toponimo Procchio è documentato a partire dal XVI secolo. La sua origine si fa tradizionalmente risalire al nome personale latino Proculus.

## Storia
Già frequentata dal Paleolitico (località Campo all'Aia), l'area pianeggiante di Procchio era anticamente caratterizzata da un insalubre stagno; sul soprastante Monte Castello si trovano i resti di una piccola fortezza d'altura d'epoca etrusca, mentre in località Isolotto (dal 1949 il nome fu mutato da Giuseppe Cacciò, per fini turistici, in La Paolina) esistono scarsi ruderi di età romana.
Sul promontorio dell'Agnone (dal latino angulus, «angolo»), che separa la spiaggia di Procchio da quella di Spartaia (dal latino spartum, un giunco della specie Juncus maritimus o Juncus acutus), in età romana esisteva una cava di marmo cipollino e nelle acque della località Cantone si trovano ancora oggi tre colonne sbozzate di tale pietra. Nel 1799, durante gli scontri tra la popolazione elbana e i soldati francesi che stavano occupando l'isola, avvenne un sanguinoso assalto noto come la Battaglia di Procchio. Al 1856 risale la costruzione della Chiesa di San Filippo Neri.
Durante l'occupazione tedesca, nel 1943, la spiaggia fu tristemente nota per esser stata teatro del cosiddetto eccidio di Procchio.
Nel 1955 fu edificato l'Hotel Del Golfo, nel quale lo scultore Lucio Fontana realizzò il Soffitto spaziale, oggi conservato nel Museo del Novecento. Al 1957 risale l'Hotel Désirée, fondato da Tancredi Pasero, il cui nome derivava da Désirée Clary.
Allo stesso periodo risale l'edificazione di numerose ville sul promontorio dell'Agnone, due delle quali appartenute al compositore Mario Peragallo e alla marchesa Guendalina Casorati Cassis.

## Il relitto di Procchio
La piccola nave, il cui naufragio avvenne intorno al 190 d.C. nel settore orientale della spiaggia (località Campo all'Aia - La Spiaggiola), conteneva merci assai eterogenee oggi conservate nel Museo archeologico di Marciana (blocchi di zolfo siciliano, anfore vinarie galliche, calici in vetro ed oro zecchino, il manico criselefantino di un coltello dionisiaco raffigurante Dioniso e Pan) e rappresenta uno dei più importanti relitti finora scoperti nelle acque italiane. Il relitto era noto, sino alla metà del XX secolo, come Barca di Tacca, dal soprannome del presunto proprietario.

## La «Guardiola»
Sul promontorio roccioso della Punta del Porto, che chiude ad est la spiaggia di Procchio, si trova un antico edificio militare noto come La Guardiola. Attestato per la prima volta nel 1822, fu realizzato come uno dei numerosi posti armati del litorale elbano su probabili strutture d'avvistamento preesistenti. Successivamente divenne di pertinenza della Guardia di Finanza e durante la seconda guerra mondiale fu sede di un comando della Wehrmacht.

## I «Pittori delle dune»
A Procchio nell'agosto del 1950 alcuni pittori (Renzo Baraldi, Iginio Gonich detto Gonni, Beppe Lieto) istituirono, all'interno del ristorante Da Renzo poi ribattezzato Ristorante degli Artisti (oggi Il Gelato degli Artisti), un cenacolo di artisti e letterati. Alle pareti del locale, gestito al tempo da Domenico Mazzarri, sono tuttora presenti dipinti murali di carattere allegorico dipinti dai pittori del gruppo. All'esterno, un'ironica raffigurazione napoleonica con la scritta Qui Napoleone il Grande non ha mai mangiato. Mai!